# 1923-as magyar atlétikai bajnokság
Az 1923-as magyar atlétikai bajnokságon, amely a 28. magyar bajnokság volt.

## Eredmények

### Férfiak
| Versenyszám      | Arany                             | Arany     | Ezüst                               | Ezüst     | Bronz                   | Bronz   |
| ---------------- | --------------------------------- | --------- | ----------------------------------- | --------- | ----------------------- | ------- |
| 100 m            | Gerő Ferenc KAOE                  | 10,9      | Boross Ernő Magyar AC               | 11,1      | Veress Elemér Magyar AC | 11,1    |
| 200 m            | Gerő Ferenc KAOE                  | 22,2      | Kurunczy Lajos KAOE                 | 22,7      | Fedák Béla Magyar AC    | 23,0    |
| 400 m            | Kurunczy Lajos KAOE               | 50,5      | Fixl Lajos Magyar AC                | 51,9      | Beráts László Magyar AC | 52,8    |
| 800 m            | Benedek János Magyar AC           | 2:00,9    | Görög Jenő MTK                      | 2:02,8    | Steiner Béla MTK        | 2:05,2  |
| 1500 m           | Benedek János Magyar AC           | 4:15,5    | Némethy Jenő Ferencvárosi TC        | 4:16,2    | Zoltány Géza Magyar AC  | 4:18,8  |
| 5000 m           | Némethy Jenő Ferencvárosi TC      | 16:04,0   | Kultsár István MAFC                 | 16:08,0   | Kádár Béla ESC          | 16:23,6 |
| 15 km            | Király Pál ESC                    | 53:35,6   | Hrenyovszky János MCSFC             | 57:30,0   | Ipolyi László GYHSE     | 59:01,6 |
| mezei futás      | Csekey Gyula MCSFC                | 49:13,2   | Steiner Pál MTE                     | 49:48,2   | Bese József MTK         | 49:59,2 |
| 3000 m gyaloglás | Hóra Ferenc Ferencvárosi TC       | 14:37,7   | Mladoniczky Tibor Ferencvárosi TC   | 15:29,4   | Lichter Sándor MTK      | 15:48,6 |
| 10 km gyaloglás  | Szablár Péter Ferencvárosi TC     | 52:52,2   | Hóra Ferenc Ferencvárosi TC         | 55:15,0   | Konarik József MGSK     | 55:23,8 |
| 30 km gyaloglás  | Szablár Péter Ferencvárosi TC     | 2:54:43,0 | Konarik József MGSK                 | 3:15:51,0 |                         |         |
| 110 m gát        | Kováts Nándor BBTE                | 17,0      |                                     |           |                         |         |
| 200 m gát        | Somfay Elemér Magyar AC           | 26,4      | Kováts Nándor BBTE                  | 29,2      | Muskát László MTK       | 29,4    |
| 400 m gát        | Somfay Elemér Magyar AC           | 57,4      | Beráts László Magyar AC             | 59,8      | Braun József ESC        | 1:04,2  |
| magasugrás       | Gáspár Jenő Magyar AC             | 180 cm    | Serf Egyed Ferencvárosi TC          | 180 cm    | Orbán Ferenc HTVE       | 175 cm  |
| távolugrás       | Haluska József BEAC               | 718 cm    | Molnár Ferenc Magyar AC             | 707 cm    | Somfay Elemér Magyar AC | 689 cm  |
| hármasugrás      | Ujfaluczky József Ferencvárosi TC | 13,83 m   | Somfay Elemér Magyar AC             | 13,77 m   | Molnár Ferenc Magyar AC | 13,63 m |
| rúdugrás         | Karlovits János Magyar AC         | 345 cm    | Brausz Károly Ferencvárosi TC       | 335 cm    | Hadházy Dezső DMSE      | 335 cm  |
| súlylökés        | Eördögh László BEAC               | 13,64 m   | Bedő Pál BEAC                       | 13,43 m   | Csejthey Lajos BEAC     | 13,15 m |
| diszkoszvetés    | Toldi Sándor Ferencvárosi TC      | 42,06 m   | Marvalits Kálmán NTE                | 40,16 m   | Csejthey Lajos BEAC     | 39,08 m |
| gerelyhajítás    | Gyurkó László Ferencvárosi TC     | 56,42 m   | Nizsalovszky Ferenc Ferencvárosi TC | 53,24 m   | Csejthey Lajos BEAC     | 51,19 m |

### Csapatversenyek
| Versenyszám        | Arany                                                                   | Arany   | Ezüst           | Ezüst   | Bronz       | Bronz  |
| ------------------ | ----------------------------------------------------------------------- | ------- | --------------- | ------- | ----------- | ------ |
| 4 × 100 m          | Kereskedelmi AOE Kurunczy Lajos Gerő Mór Vida Béla Gerő Ferenc          | 43,2    | Magyar AC       | 43,49   | Magyar AC B | 45,0   |
| 4 × 400 m          | Magyar AC Fedák Béla Somfay Elemér Juhász György Fixl Lajos             | 3:26,9  | KAOE            | 3:27,9  | Magyar AC B | 3:36,6 |
| 4 x 1500 m         | Magyar AC Vitéz Ottó Zoltány Kálmán Bejczy Lajos Benedek János          | 17:27,4 | MTE             | 18:59,3 |             |        |
| 5000 m csapat      | MTK Bokor Sándor Váradi Mihály Csitbay József Trampits Ernő Bese József | 37      | Ferencvárosi TC | 50      | ESC         | 63     |
| mezei futás csapat | MTK Bese József Csitbay József Váradi Mihály Grósz István Wurm Miklós   | 28      | Ferencvárosi TC | 78      | MTE         | 84     |